# Nemertellina tropica
Nemertellina tropica är en djurart som tillhör fylumet slemmaskar, och som beskrevs av Kirsteuer 1965. Nemertellina tropica ingår i släktet Nemertellina och familjen Tetrastemmatidae. Inga underarter finns listade i Catalogue of Life.